# Leucodecton occultum
Leucodecton occultum är en lavart som först beskrevs av Eschw., och fick sitt nu gällande namn av Frisch. Leucodecton occultum ingår i släktet Leucodecton och familjen Graphidaceae.   Inga underarter finns listade i Catalogue of Life.